# Лаутока
Лаутока (енгл. Lautoka) је други по величини град Фиџија и други највећи град у јужном делу Пацифика. Налази се на западној обали острва Вити Леву и 24 km северно од конурбације Нади. Након главног града Суве, Лаутока је друга најважнија лука на Фиџију. Будући да се град налази у срцу брзорастуће регије на подручју шећерне трске, познат је и као Шећерни град. Град заузима површину од 16 km² и у њему живи 52.220 становника, према подацима из 2007.

## Историја
Град је добио име од две фиџијске речи "Лау'тока" које у преводу значе "погодак копљем". Према усменом предању, име је настало након двобоја двојице локалних моћника. Када је један од њих забио копље свом противнику, викнуо је "Лау-тока!". Европљани су град открили 7. маја 1789. Тада је поморски капетан Вилијам Блај уочио и грубо уцртао обалу Лаутоке након чега је започело његово епско путовање на Тимору а касније је на броду избила побуна позната као побуна на броду Баунти када је пар морнара оданих капетану Блају избачено са брода и остављени да путују у спасилачком чамцу.

## Политика
Лаутока је регистрована као насеље 1929. године док је 25. фебруара 1977. проглашена градом. Лаутоком управља 16-очлано градско веће чији чланови између себе бирају градоначелника. Град тренутно нема градоначелника али га је Влада Фиџија именовала као и у свим урбаним центрима након војног удара 2006. године. Лаутока је индустријско седиште и једини град у фиџијској Западној дивизији где преко 50% људи чини домаће становништво.

## Економија
Лаутока је позната као Шећерни град будући да се на њеном подручју узгаја шећерна трска. Највећа градска фирма која се бави том културом је "Лаутока Шугр Мил". У то време британске колонијалне владавине на острву, фабрику су изградили радници из Индије и Соломонских Острва између 1899. и 1903. године. Данас фабрика запошљава 1300 радника. Од осталих привредних грана које постоје у граду ту су пивара, дестилерија, производња одеће, челичана, грађевинарство, производња боја, накита и риболов.

## Становништво
| Година       |
| Становништво |
| ------------ |

Од 1970. године становништво Лаутоке рапидно расте па је у последњих двадесет година драстично промењена структура. Почетком 1970-их година град је према проценама имао 12.000 становника, а већина становника је била индијског порекла. Раст града је био и очекиван с' обзиром на развој производње шећера. 1986. године град је имао 39.000, а деценију касније 1996. готово 43.000 становника. Међутим, тада није било јасно како су тачно дефинисане границе урбаног подручја приликом тог пописа. Током пописа 2005. године популација је укључивала и предграђа, па је град имао око 50.000 становника а према последњим подацима из 2007. године 52.220 становника. Ако се укључе и рурална подручја, град има око 80.000 становника. Такође, повећава се раст аутохтоног становништва Фиџија које се сели на урбано подручје.

## Занимљивости
У Лаутоки је седиште студио радија "Микс ФМ Фиџи" који је једина енглеска радио станица изван престонице Суве.
Лаутока је родно место ПГА Тур голфера Вијаија Синга који је уврштен у голферску Кућу славних.

## Галерија
- Ботаничке баште лево, болница десно
- Градска самоуслуга
- Воз који превози шећер